# Reyna Grande
Reyna Grande (Iguala, Guerrero, México; 7 de septiembre de 1975) es un autora mexicana galardonada con varios premios literarios. 

## Biografía
Reyna Grande se crio en la localidad mexicana de Iguala (estado de Guerrero) en condiciones de extrema pobreza. Cuando contaba con 4 años, su padre emigró a los Estados Unidos en busca de trabajo. Poco después, su madre haría lo mismo, dejando a Reyna y sus hermanos al cuidado de su abuela. Siendo todavía una niña, la citada autora cruzó la frontera de Estados Unidos-México de manera ilegal para instalarse en Los Ángeles con su padre. Fue el primer miembro de su familia en obtener un título universitario, un camino marcado por un sinfín de dificultades.
Reyna Grande cursó sus estudios en el Pasadena City College y más tarde en la Universidad de California, Santa Cruz, donde se licenció en escritura creativa. Posteriormente, obtuvo su máster en escritura creativa por Antioch University. Ha recibido el American Book Award, el premio literario Aztlán, y más recientemente, el galardón Luis Leal.
Grande es miembro del prestigioso Macondo Writers Workshop, que fue fundado por la conocida autora Sandra Cisneros y cuya sede se encuentra en el centro de artes culturales de San Antonio, Tejas. Ha impartido cursos de escritura creativa en el programa de extensión de escritores, de la Universidad de California, Los Ángeles, en VONA (Voces de las artes de nuestra nación) y en el congreso de escritores latinos, entre otros. 

## Trabajo
Su primera novela, A través de cien montañas, está parcialmente basada en sus experiencias como niña indocumentada en EE. UU. En la actualidad, este libro forma parte del programa de lecturas de diversos centros de enseñanza. 
Su segunda novela, Bailando con las mariposas (Washington Prensa Cuadrada, 2009), fue aplaudida por la crítica. Un extracto de esta obra fue publicada en 2008 como historia corta titulada "Adriana" en Latinos in Lotusland: An Anthology of Contemporary Southern California Literature, editado por Daniel Olivas.
En 2012, Atria Books publicó su autobiografía, La distancia entre nosotros, una novela de crecimiento sobre su vida antes y después de emigrar a EE.U.U. de manera ilegal. En una entrevista publicada por Los Angeles Review of Books el 6 de diciembre de 2012, la autora explicó por qué decidió recurrir a la ficción para contar su historia.
La Distancia Entre Nosotros fue finalista para el premio nacional del círculo de críticos (categoría de autobiografía). Al igual que con A través de cien montañas,  también ha sido seleccionado para formar parte del programa de lecturas de diferentes centros de enseñanza.

## Premios
- 2006 Premio Aztlán Premio Literario — para A través de cien montañas
- 2007 Libro americano Premio — para A través de cien montañas
- 2010 Libro Internacional Premio — para Bailando con las mariposas
- 2015 Luis Leal Premio para Distinción en Chicano/Latino Literatura pee